# Tatort: Bienzle und sein schwerster Fall
Bienzle und sein schwerster Fall ist eine Folge der Krimireihe Tatort. Die Erstausstrahlung des vom Südwestrundfunk unter der Regie von Hartmut Griesmayr produzierten Beitrags fand am 25. Februar 2007 im Ersten Deutschen Fernsehen statt. Es handelt sich um die 657. Episode der Filmreihe sowie die fünfundzwanzigste und zugleich letzte mit dem Stuttgarter Kommissar Ernst Bienzle.

## Handlung
Zwei Tage lang bangte ganz Stuttgart um das Schicksal der verschwundenen elfjährigen Elena Hagen. Trotz aller Bemühungen der Polizei kann das Mädchen nur noch tot in einem Wald gefunden werden. Die Kommissare Bienzle und Gächter sind ebenso erschüttert wie alle ihre Kollegen. Die Tatsache, dass das Kind andere Kleidung trägt als zum Zeitpunkt der Entführung, erinnert Gächter sofort an den ungelösten Fall Christine Meinhold aus dem Vorjahr. Seinerzeit hatte Bienzles Kollege Hartwin Grossmann die Leitung des Falls und der hält noch heute den Kleinkriminellen Kai Anschütz für den Täter. Bienzle will sich jedoch nicht vorschnell festlegen und lässt breitgefächert alle Verwandten, Bekannten, Freunde und Nachbarn der Hagens befragen. Dennoch wird Kai Anschütz vorgeladen und vernommen. Dieser beteuert nach wie vor seine Unschuld, die auch sein Bewährungshelfer Gunter Heinze unterstreicht, sodass Anschütz auf freiem Fuß bleibt.
Als weiterer Verdächtiger erscheint Bienzle der Musiklehrer von Elena Hagen. Er hat ein sehr vertrautes Verhältnis zu seinen Schülerinnen und gibt ihnen sogar Privatunterricht.
Bienzle war eine Spieluhr in Elena Hagens Zimmer aufgefallen, die nach Aussage ihrer Eltern nicht von ihnen gekauft wurde. Eine ähnliche Spieluhr kann er auch bei den Meinholds entdecken. Allerdings ist dies ein Massenprodukt aus Asien, das nicht zu einem bestimmten Endverbraucher nachverfolgt werden kann.
Trotz aller Bemühungen treten die Ermittler auf der Stelle und müssen hilflos miterleben, wie nach einer Woche wieder ein Mädchen verschwindet. Nachdem die Schultasche des Kindes gefunden wird und nach einem DNA-Abgleich die daran befindlichen Haare von Kai Anschütz stammen, läuft die Fahndung nach dem Mann auf Hochtouren. Bienzle hat bisher stets Anschütz’ Unschuld verteidigt, da es außer Vermutungen keine Beweise gegen ihn gab. Daher ist er tief betroffen, dass er sich so geirrt haben soll. Aufgrund der schnellen Fahndung kann Anschütz gefunden und festgenommen werden. Beim Verhör leugnet der Beschuldigte vehement, sich jemals an Kindern vergriffen zu haben. Bienzle weiß sich keinen rechten Rat, kommt jedoch ins Grübeln, als Gächter sich über Anschütz’ Bewährungshelfer äußert. Kurzerhand spielt er Anschütz das Lied der Spieluhr vor, der daraufhin erklärt, diese Melodie stets von Gunter Heinze gehört zu haben. Nachdem Bienzle seinen Kollegen Hartwin Grossmann überführen kann, die Haarprobe manipuliert zu haben, nur damit er mit seiner Verdächtigung gegen Anschütz recht behält, konzentriert sich die Fahndung auf den Bewährungshelfer Heinze. Mit einem Großaufgebot der Polizei wird dessen Wohnung gestürmt, in der er tatsächlich Ulrike Weber festhält, die unversehrt befreit werden kann. Heinze selber erklärt bei seiner Festnahme, dass er froh sei, dass es vorbei ist.

## Hintergrund
Die Dreharbeiten zu Bienzle und sein schwerster Fall erfolgten vom 10. März bis zum 8. April 2005 in Stuttgart, Karlsruhe und Baden-Baden unter den Arbeitstiteln Bienzle und die Bestie und Bienzle und das Lied vom Tod.

## Rezeption

### Einschaltquoten
Bei der Erstausstrahlung am 25. Februar 2007 verfolgten 8,41 Millionen Zuschauer bei 22,5 Prozent Marktanteil den Film. In der werberelevanten Zielgruppe sahen 2,66 Millionen bei 17,0 Prozent Marktanteil zu.

### Kritik
Tilmann P. Gangloff schreibt für Kino.de: „Regisseur Hartmut Griesmayr lässt auch in seinem elften ‚Bienzle-Tatort‘ keinerlei Hektik aufkommen, inszeniert die große falsche Fährte des Films allerdings derart unelegant, dass man sofort weiß: Der Musiklehrer, in dessen Theatergruppe die beiden ermordeten Mädchen mitgewirkt haben, war’s auf keinen Fall. Dafür wird umso deutlicher, welche Konsequenzen eine falsche Verhaftung für solche Betroffenen hat, weil ja ‚immer was hängen bleibt‘. Insgesamt also ein ganz normaler, unspektakulärer Stuttgart-Krimi, um den man normalerweise keinerlei Gedöns machen würde; wenn’s eben nicht Bienzles Abschied wäre.“
Bei Die Welt schreibt Franz Solms-Laubach: „Wo andere auf große Effekte, übertriebene Mimik und Gestik setzen, nimmt sich Steck stets zurück. Ein Brummen, ein Blick, eine kleine Bewegung genügen ihm, um dem Zuschauer zu zeigen, was Bienzle gerade fühlt und denkt. In Schwaben ist man eben sparsam, sogar mit dem Mienenspiel. Es ist der Minimalismus, der Hang zur Untertreibung, der dem Tatort ohne Steck und seiner Figur Bienzle fehlen wird.“